# Algeriets herrlandslag i ishockey
Algeriets herrlandslag i ishockey representerar Algeriet i ishockey på herrsidan och kontrolleras av Algeriets ishockeyförbund.

## Historik
Algeriets debuterade i juni 2008 under Arab Cup of Ice Hockey i Abu Dhabi, där även Kuwait,  Marocko och Förenade arabemiraten deltog. Algeriet slutade fyra, och algeriske forwarden Harond Litim utsågs till turneringens mest värdefulla spelare.
I april 2009 meddelades Nordine Mahdidi, spelare under Arab Cup 2008, skulle ta over som landslagets huvudtränare.

### Fotnoter
1. ↑  Grigg, John. ”Team Algeria gets much-needed exposure at Arab Cup”. The Hockey News. Arkiverad från originalet den 12 februari 2011. https://www.webcitation.org/5wRFFMQDD?url=http://www.thehockeynews.com/articles/17678-Team-Algeria-gets-muchneeded-exposure-at-Arab-Cup.html. Läst 12 februari 2011.